# Серый чибис
Серый чибис (лат. Vanellus cinereus) — вид птиц семейства ржанковых.
Длина тела достигает 34—37 см. Голова и шея серые, серая полоса темнее на груди. Спина коричневая, брюхо белое, хвост чёрный. Половой диморфизм не характерен для вида, однако самцы немного крупнее самок. У молодых птиц белые участки оперения имеют серый оттенок. 
Вид гнездится в северо-восточном Китае и Японии. Материковая популяция зимует в Юго-Восточной Азии от северо-восточной Индии до Камбоджи. Японская популяция зимует в южной части острова Хонсю.
Этот вид отмечен как залётный в России, на Филиппинах, в Индонезии и Новом Южном Уэльсе (Австралия). 
Этот вид гнездится с апреля по июль на влажных лугах, рисовых полях и болотах. Зимует в аналогичных средах обитания. Питается на мелководье насекомыми, червями и моллюсками.